# 昭和大橋 (新潟市)
昭和大橋（しょうわおおはし）は、新潟県新潟市中央区の信濃川に架かる新潟県道164号白山停車場女池線の道路橋梁。

## 概要
新潟市の市街地に架かる12径間単純鋼鈑桁橋である。橋長303.9メートル、幅員24.8メートルで、車道は片側2車線の計4車線を有し、車道両端に自転車歩行者道を備える。
信濃川の河口より数えて4番目に位置し、上流側には越後線の鉄道橋と、その上流には千歳大橋が、下流側には八千代橋がそれぞれ架かっている。
桜木ICで降りて、新潟市役所や国道116号の方向にまっすぐ行く際に渡る橋である。

## 交通量
1日あたりの自動車交通量4万3100台（2004年6月）

## 歴史
3代目の萬代橋が架橋されて2年後の1931年に初代の木造の橋が架けられたが、当時は「昭和橋」という名前だった。
1950年に木造の2代目昭和橋に架け替えられる。しかし歩道と車道の区別がなかったため、当時は交通事故が多発していた。
1964年の第19回国民体育大会（新潟国体）開催に合わせた道路整備によって架け替えることとなり、1964年5月に現橋梁が竣工し、名称も「昭和大橋」に改められた。

## 新潟地震による落橋
開通から約1か月後の1964年6月16日に発生した新潟地震では、揺れがおさまってから2基の橋脚が河底に埋没し、埋没していく際に水面が裂け川底が見えたとする目撃談がある。同時に橋脚も傾斜したことから12スパンの桁のうち5スパンが落橋し、取付部も地盤が沈降するなど大きな被害を受けた。原因は液状化現象（側方流動）によるもので、新潟地震の被害の象徴として当時大きく取り上げられた他、落橋防止構造の設置が義務付けられるなどのちの橋梁の耐震技術の向上にも役立てられた。
復旧工事では落橋した5スパンを引き上げて補修した上で再利用し、橋脚を増設するなどの措置が行われ、同年12月上旬に完了した。その後も耐震補強などの改修を順次行いつつ現在に至っているが、一部の橋脚は現在も傾いたままである。信濃川河岸のやすらぎ堤より橋脚部を眺めると左右にずれたままの状況や橋桁から飛び出している様子を確認できる。

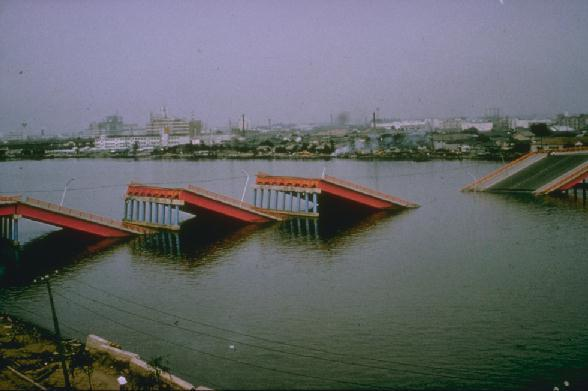
新潟地震により落橋した昭和大橋
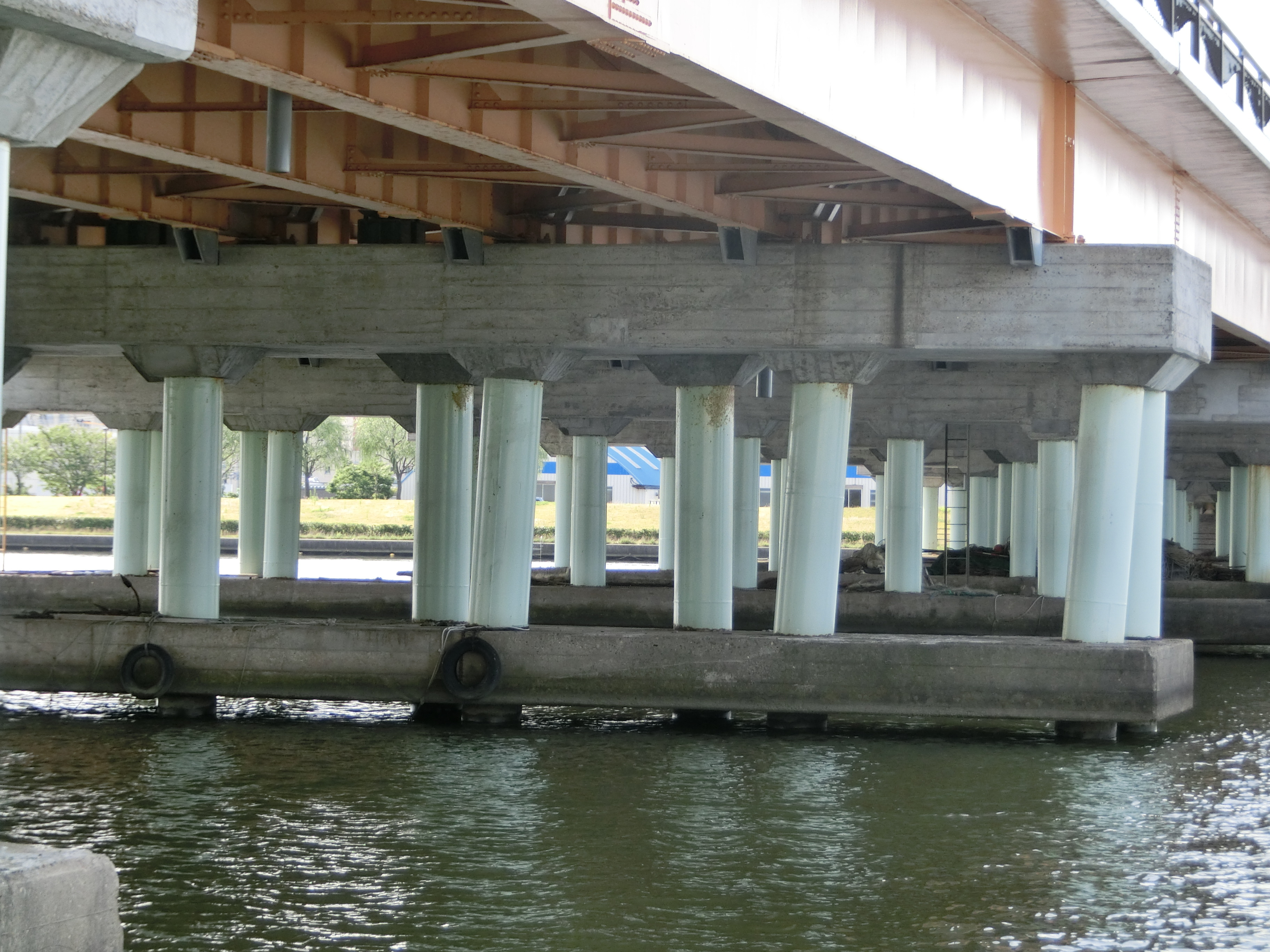
現在も一部が傾いたままの昭和大橋橋脚